# Адриан Белиер
Адриан Белиер (на френски: Adrien Bélières) е френски католически духовник, лазарист, мисионер в Македония, дългогодишен преподавател в Солунската българска семинария.

## Биография
По народност е французин. Роден е в 1868 г. Става монах в лазаристкия орден в 1891 г. и пристига в мисията в Солун. Преподава 15 години в Солунската българска семинария. След това по няколко години е директор на Ениджевардарската българска католическа прогимназия, а след това на тази в Битоля. Подкрепял винаги българското население пред османските власти и върши услуги на ВМОРО.
Умира в Битоля в началото на Първата светона война.